# Nicklas Lidström
Erik Nicklas Lidström (nacido el 28 de abril de 1970) es un exdefensa sueco de hockey sobre hielo que jugó 20 temporadas en la Liga Nacional de Hockey (NHL) para los Detroit Red Wings, el cual capitaneó en las últimas seis temporadas de su carrera. Es ampliamente considerado como uno de los mejores defensores de la historia de la NHL.
Durante sus 20 temporadas de la NHL, Lidström ganó cuatro campeonatos de la Copa Stanley, siete trofeos conmemorativos James Norris (otorgados al mejor defensa de la NHL), un trofeo Conn Smythe como el Jugador Más Valioso (MVP) de la postemporada, fue votado para 12 Juegos de Estrellas de la NHL y los Detroit Red Wings nunca dejaron de asistir a la postemporada durante su carrera. Lidström fue el primer capitán nacido y entrenado en Europa de un equipo ganador de la Copa Stanley, así como el primer jugador europeo llamado MVP de postemporada. Lidström es también el líder absoluto en juegos jugados con solamente un equipo de la NHL y por un jugador nacido en Europa. Lidström fue exaltado al Salón de la Fama del Hockey el 9 de noviembre de 2015. El 27 de enero de 2017, en una ceremonia durante el Fin de Semana de las Estrellas en Los Ángeles, Lidström fue parte del segundo grupo de jugadores a ser nombrado uno de los 100 Jugadores más grandes de la NHL en la historia.

## Carrera como jugador
Ampliamente considerado como uno de los mejores defensas de todos los tiempos, Lidström fue premiado siete veces con el trofeo James Norris, una hazaña igualada por solo dos jugadores más: Doug Harvey y Bobby Orr (que ganó el trofeo ocho veces). Lidström fue nominado para el premio un total de 12 veces en sus últimas 14 temporadas en la NHL, las primeras tres veces terminando como subcampeón y lo ganó en siete de sus últimos diez (2004-05 no tuvo ningún ganador debido al bloqueo de la NHL). En 14 temporadas consecutivas (desde 1995-96), terminó no más abajo que el sexto lugar en la votación del Trofeo James Norris.
Lidström jugó toda su carrera de 20 años en la NHL con los Detroit Red Wings, terminando su carrera con la segunda mayor cantidad de juegos jugados de postemporada de la Copa Stanley en la historia de la NHL, con 263 apariciones (Chris Chelios ocupa el primer lugar con 266). Fue miembro de cuatro equipos ganadores de la Copa Stanley en 1996-97, 1997-98, 2001-02 y 2007-08. Con la excepción del año del bloqueo de la temporada cancelada 2004-05, Lidström jugó la postemporada durante 20 temporadas consecutivas, un récord de la NHL (un honor que comparte con Larry Robinson).
Conocido por su durabilidad, Lidström consistentemente estuvo clasificado entre los primeros en la NHL en tiempo en el hielo por partido. Promedió 28:07 minutos en la temporada 2005-06, el más alto de su carrera. Ganó tres Trofeos James Norris consecutivos, del 2001 al 2003, convirtiéndose en el primer defensa desde Bobby Orr en ganar tres seguidos. En la temporada 2003-04, jugó en su 1.000 juego de su carrera, habiendo perdido sólo 17 partidos en 12 temporadas y media (1994-95 fue acortada a 48 juegos en lugar de los 82 habituales por una disputa laboral).
En la postemporada de la Copa Stanley de 2002, Lidström fue nombrado ganador del Trofeo Conn Smythe como el jugador más valioso durante los playoffs, convirtiéndose en el primer europeo de la historia en recibir el trofeo.

### Primeros años
Lidström comenzó su carrera en Avesta, Suecia, jugando con el Skogsbo SK, antes de pasar a jugar con el VIK Västerås HK de la liga sueca Elitserien. En tres temporadas con el equipo, jugó en 103 partidos, anotando 12 goles y dando 30 asistencias. Seleccionado por los Detroit Red Wings en el puesto 53 general en el draft de 1989 de la NHL, Lidström se unió al equipo en la temporada 1991-92, aunque volvió a jugar para Västerås HK por un breve período durante el bloqueo de la NHL en 1994-95. Lidström anotó 60 puntos en su temporada de novato, terminando segundo detrás de Pavel Bure en la votación para el Calder Trophy de ese año. Fue seleccionado para el equipo de novatos de la NHL en 1992, junto con su compañero en los Red Wings, el defensa Vladimir Konstantinov.

### Carrera en la NHL (1991–2012)

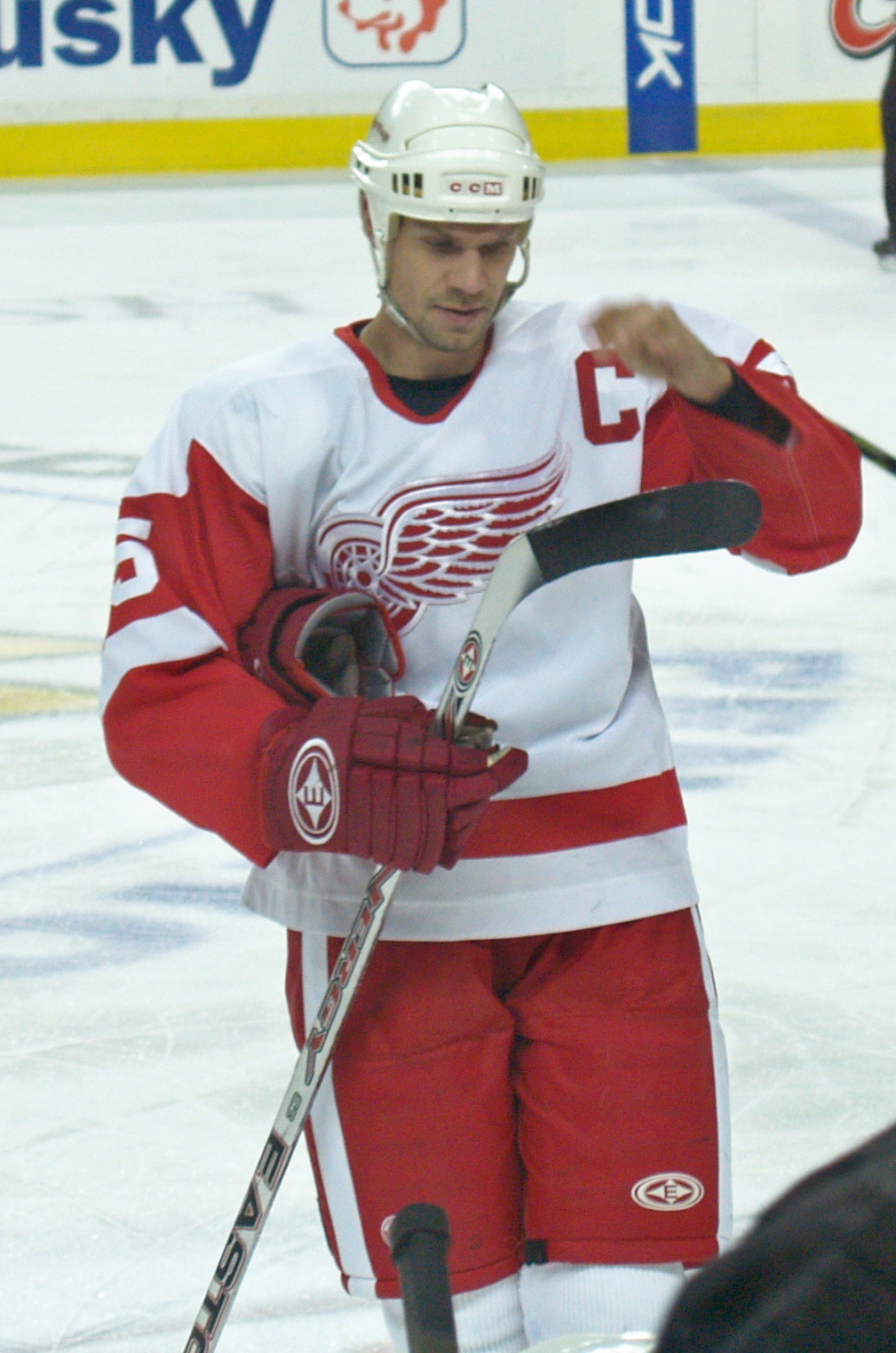
Lidström en 2006, durante su primera temporada como capitán de los Red Wings.

### Equipo nacional sueco
Representando a Suecia, Lidström ganó el Campeonato Mundial en 1991. En los Juegos Olímpicos de Invierno de 2006, Lidström fue un factor importante en la victoria de Suecia sobre Finlandia en la final, anotando el gol decisivo para la medalla de oro, ganándose así un lugar en el Equipo Olímpico Estrella. También se convirtió en el 17º miembro de la triple gold club. The Hockey News seleccionó a Lidström como el "Mejor jugador formado en Europa en la historia de la NHL". El Sporting News y Sports Illustrated seleccionaron a Lidström como el "Jugador de la década de la NHL".

#### Carrera luego del bloqueo
Lidström debía ganar 10 millones de dólares durante la temporada 2005-06, pero debido a los nuevos términos del convenio colectivo de la NHL que se implementó durante la temporada 2004-05, los salarios de los contratos preexistentes se redujeron un 24%, lo que redujo su compensación a $7.6 millones. Esa temporada, él registró 64 asistencias, la cantidad más alta de su carrera, y 16 goles para tener 80 puntos.
El 30 de junio de 2006, se anunció que Lidström había firmado una extensión de contrato de dos años y $15.2 millones de dólares con los Red Wings; En lugar de buscar más dinero en otros lugares-ciertamente posible para un defensa de su calibre, especialmente teniendo en cuenta sus números estelares en la temporada anterior- Lidström decidió quedarse con Detroit por el mismo salario anual que ganó durante la temporada 2005-06.
Lidström era un capitán alterno de los Red Wings desde la temporada 1997-98, pero le fue concedida la capitanía después de la jubilación en 2006 del capitán de larga data de los Red Wings Steve Yzerman. Fue un honor más especial aun por el hecho de que se convirtió en el primer capitán europeo en la historia de la franquicia. En su primer año de capitanía, Lidström lideró a los Red Wings a la final de la Conferencia Oeste, pero perdieron ante los eventuales campeones de la Copa Stanley, los Anaheim Ducks. En la temporada baja, Lidström se unió a un grupo de élite al capturar el Trofeo James Norris como el defensa sobresaliente de la Liga por quinta vez. Lidström se convirtió en el cuarto defensa en la historia de la NHL, con al menos cinco Trofeo James Norris ganados, uniéndose a los Salón de la Fama de Hockey Bobby Orr (ocho), Doug Harvey (siete) y Ray Bourque (cinco).
Cerca del comienzo de la temporada 2007-08, en una victoria del 8 de octubre contra los Oilers de Edmonton, Lidström registró dos asistencias, pasando a Peter Forsberg como el jugador de la NHL sueco de nacimiento con la segunda más alta anotación de todos los tiempos. Está detrás sólo de Mats Sundin (al final de la temporada 2011-12, Lidström tenía 1.142 puntos por 1.349 de Sundin). Más adelante en la estación, el 26 de diciembre, Lidström firmó una extensión del contrato para la temporada 2009-10. Varios meses más tarde, el 3 de abril de 2008, asistió en un gol de Johan Franzén para empatar con Luc Robitaille en el puesto 42 de asistencias en la NHL de todos los tiempos, con 726.

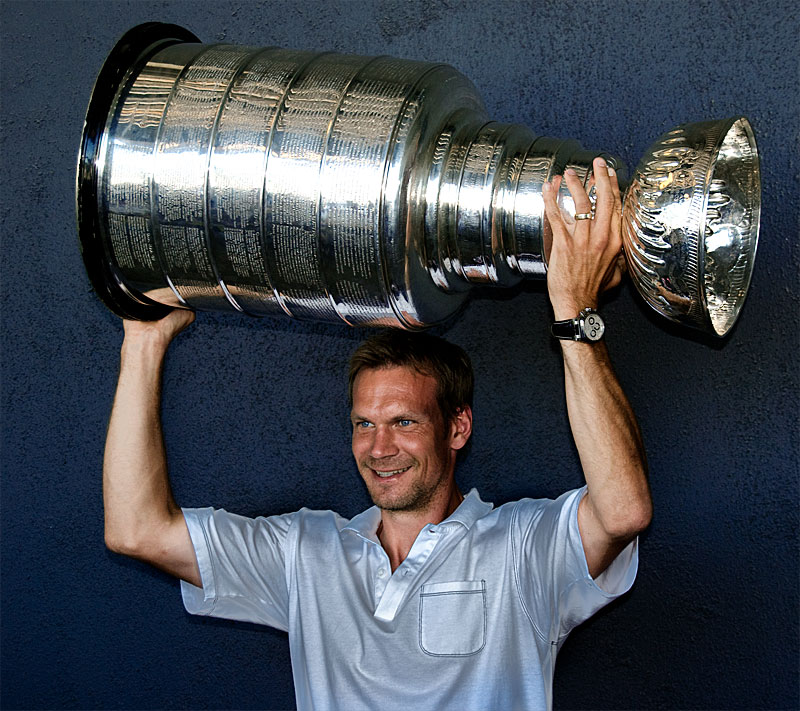
Lidström ganó la Copa Stanley cuatro veces en su carrera.

Entrando a la postemporada como los ganadores del Trofeo de los Presidentes para el equipo con el mayor total de puntos durante la temporada regular, los Red Wings se encontraron con los Pittsburgh Penguins en las finales de la Copa Stanley 2008. A pesar del juego 5, una victoria en tres tiempos extras de pingüinos evitando la eliminación, Lidström y los Red Wings derrotaron a Pittsburgh en el juego 6 para capturar la Copa Stanley. Al hacerlo, Lidström se convirtió en el primer capitán nacido y entrenado en Europa en ganar la Copa Stanley. En 1934, Charlie Gardiner, un portero nacido en Escocia, había capitaneado a Chicago Blackhawks para ganar la Copa Stanley y en 1938, Johnny Gottselig, un ala izquierda nacido en Rusia, también capitaneó a Chicago a un campeonato, pero ambos jugadores fueron entrenados en Canadá.
Un poco más de una semana después de ganar su cuarta Copa Stanley en 11 temporadas, el 12 de junio, Lidström ganó el Trofeo James Norris por tercera temporada consecutiva y la sexta vez en siete temporadas.
Cuando los Red Wings abrieron la pretemporada 2008-09 ante los Canadiens de Montreal, Lidström sufrió una fractura en la nariz cuando un disparo del delantero de los Canadiens Christopher Higgins rebotó y lo golpeó en la cara. A partir de entonces, comenzó a usar una visera. Regresó a tiempo para la temporada regular y fue seleccionado para el Juego de Estrellas de la NHL de 2009 en Montreal. Sin embargo, en medio de lidiar con una tendinitis que le había estado molestando durante toda la temporada, Lidström decidió quedarse fuera del fin de semana del Juego de Estrellas, junto con su compañero de equipo Pavel Datsyuk. En consecuencia, Lidström y Datsyuk fueron ambos suspendidos un juego por la NHL debido a la política de la liga por faltar al Juego de Estrellas sin una lesión significativa.

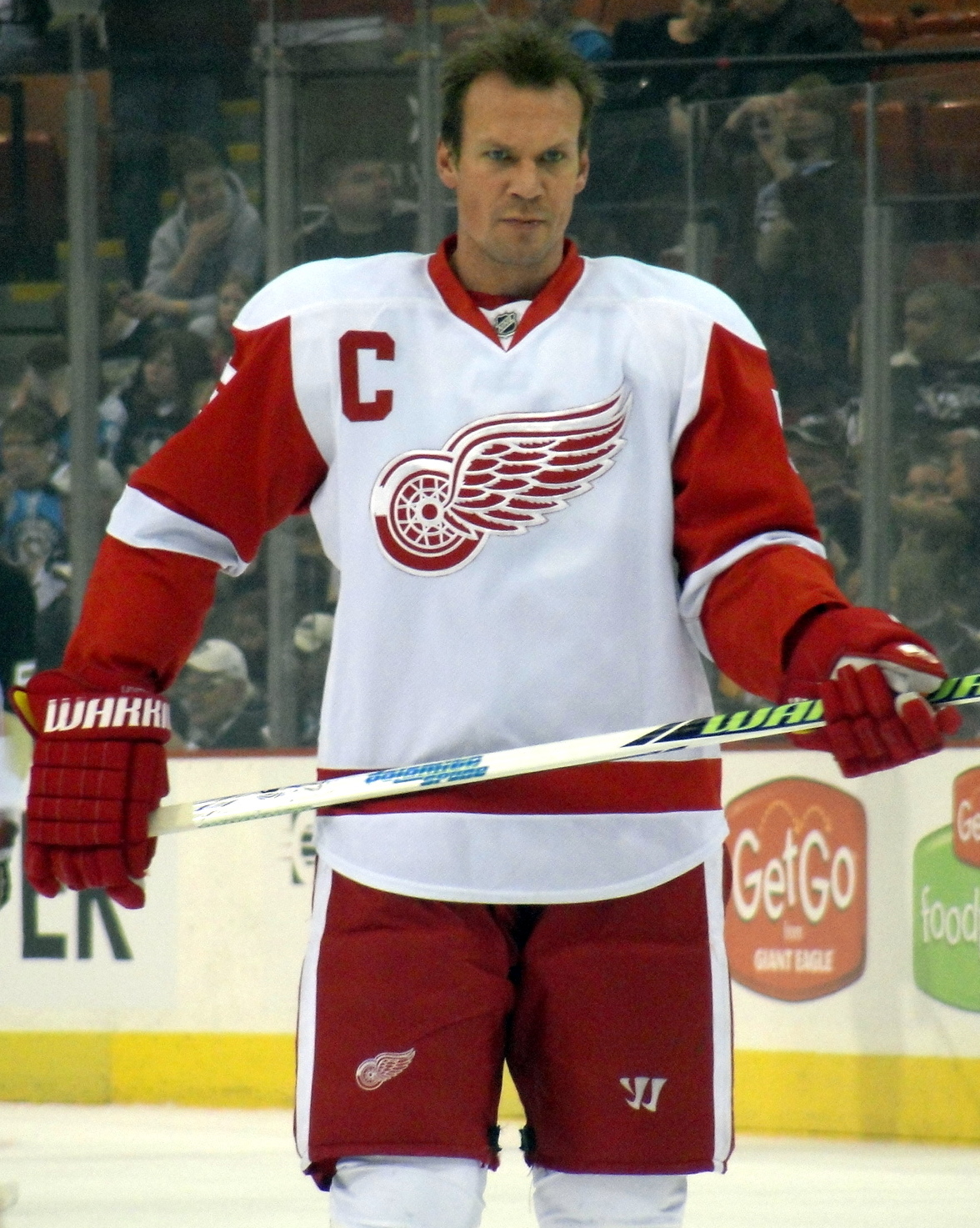
Lidström en Mellon Arena en 2010.

Los Red Wings abrieron la temporada 2009-10 en Estocolmo, Suecia. Durante el viaje del equipo en Suecia, Lidström fue honrado por su condado natal, Dalarna, como Embajador de Honor. El 15 de octubre de 2009, en un partido contra Los Angeles Kings, Lidström se convirtió en el primer defensa nacido en Europa en llegar a 1.000 puntos después de registrar dos asistencias en el juego. Él es el cuarto jugador en anotar 1.000 puntos como un Red Wing (después de Gordie Howe, Alex Delvecchio y Steve Yzerman), y el octavo defensor en hacerlo en la historia de la NHL. El 5 de marzo de 2010, Lidström obtuvo su 800º asistencia de su carrera. También durante la temporada 2009-10, Lidström jugó en su 1.395º juego (terminando la estación con 1.412), fijando un récord de todos los tiempos para los juegos de NHL jugados por un jugador nacido en Europa; antes en la temporada, Lidström había superado a Teppo Numminen en partidos jugados por un jugador entrenado en Europa. Lidström es también cuarto de todos los tiempos en juegos jugados en un uniforme de los Red Wings, detrás de Howe, Delvecchio e Yzerman, todos delanteros.
El 23 de abril de 2010, Lidström jugó en el juego 237 de postemporada de su carrera, pasando a Mark Messier en posesión solitaria del tercer lugar en la lista de todos los tiempos de la NHL (Chris Chelios, 266; Patrick Roy, 247). En el mismo juego, tuvo una asistencia para empatar con Al MacInnis (121) para la tercera mayor cantidad de asistencias de la postemporada para un defensa (Ray Bourque 139; Paul Coffey 137).
El 27 de abril de 2010, un día antes de su cumpleaños 40, Lidström tuvo tres puntos en una victoria en el Juego 7 sobre los Phoenix Coyotes en la primera ronda de la postemporada de 2010, poniendo sus puntos de postemporada como jugador activo en 171 y empatando en el lugar 17 en la lista de puntos en postemporada de todos los tiempos con su compatriota Peter Forsberg.
Al final de la temporada 2009-10, Lidström ha perdido sólo 28 de unos posibles 1.440 juegos del equipo de temporada regular (uno debido a la suspensión).
Después de contemplar el retiro, Lidström acordó un contrato de un año con los Red Wings el 1 de junio de 2010; El contrato le pagó poco más de $6 millones.
El 15 de diciembre de 2010, Lidström registró el primer triplete de su carrera, a los 40 años de edad, contra los St. Louis Blues, sellando una victoria de Detroit 5-2. Después del partido se le preguntó cómo se siente al marcar su primer hat-trick, respondiendo: "Se siente bien, nunca en mi vida había podido marcar tres goles en un juego". El triplete lo convirtió en el jugador más viejo en la historia de la NHL en registrar su primer hat-trick (anteriormente sostenido por Scott Mellanby a los 36 años de edad), y el más antiguo defensor de la historia de la NHL en registrar un triplete (previamente sostenido por Mathieu Schneider a los 37 años de edad).
El 18 de enero de 2011, Lidström fue nombrado capitán de equipo en el Juego de Estrellas de la NHL de 2011 en Raleigh, Carolina del Norte. Su equipo ganó por una anotación final de 11-10 sobre el equipo Staal, capitaneado por Eric Staal de los Carolina Hurricanes. Lidström terminó con +7 y una asistencia.
El 20 de junio de 2011, después de contemplar brevemente el retiro una vez más, Lidström firmó un contrato de un año por $6.2 millones con Detroit, la misma cantidad que le habían pagado la temporada anterior. El 23 de junio de 2011, ganó su séptimo Trofeo James Norris, empatando con Doug Harvey y quedando uno detrás de Bobby Orr para la mayor cantidad de Trofeo James Norris.
El 22 de octubre de 2011, en un partido contra los Washington Capitals, Lidström se convirtió en el jugador número 14 en la historia de la NHL en jugar 1.500 partidos. Es el primer jugador no nacido en Norteamérica, y por lo tanto el primer jugador sueco y europeo, así como el primer jugador en lograrlo en su vigésima temporada de la NHL. Lidström jugó en su partido 1.550 el 12 de febrero de 2012, contra los Philadelphia Flyers, sobrepasando el récord anterior de los Red Wings de Alex Delvecchio de 1.549 juegos. Esto también lo hace el jugador de la NHL que ha jugado más partidos mientras jugaba siempre para el mismo equipo de la NHL (Gordie Howe jugó más partidos, 1.687, con los Red Wings, pero también jugó para los Hartford Whalers por una temporada). En este sentido, Lidström se une a los ex Red Wings Alex Delvecchio y Steve Yzerman como los únicos tres jugadores con más de 1.500 partidos habiendo jugado exclusivamente para un solo equipo a lo largo de sus carreras.

### Retiro

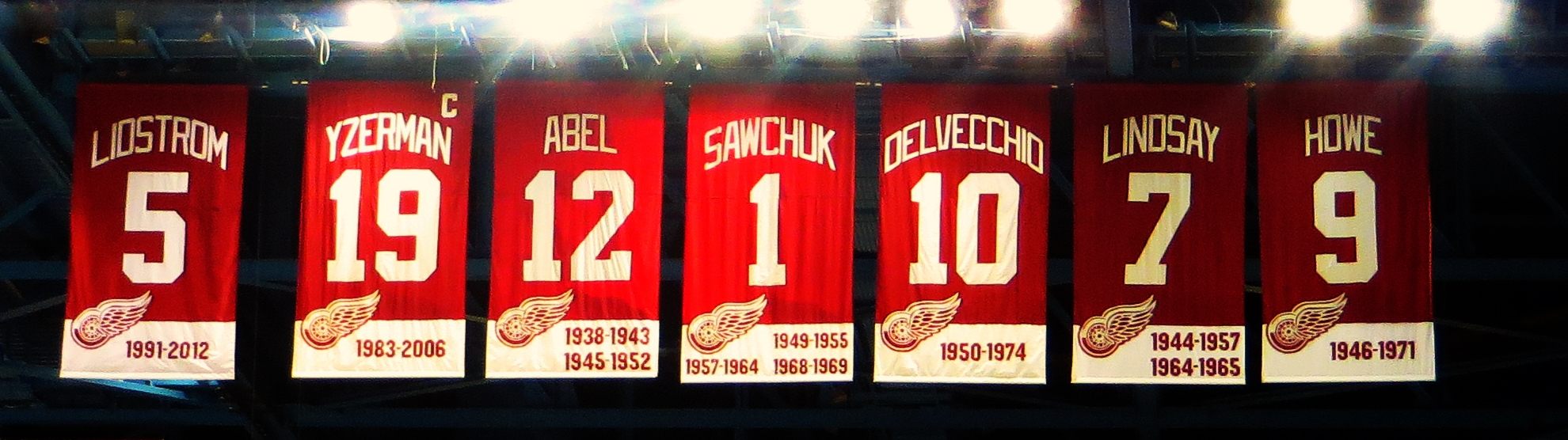
El retirado #5 de Lidström colgando en el Joe Louis Arena.

El 31 de mayo de 2012, Lidström anunció su retiro de la NHL a través de una conferencia de prensa con el dueño de Red Wings, Mike Ilitch y el Gerente General Ken Holland presente. La noche anterior, le dijo al tabloide sueco Expressen: "Llegué a la decisión la semana pasada y le informé a nuestro gerente general, Ken Holland". Al discutir el retiro de Lidström, su excompañero de equipo Steve Yzerman describió a Lidström como "uno de los mejores defensas de todos los tiempos en jugar jamás." Paul Coffey dijo que "él era un jugador increíble", mientras que Chris Chelios dijo, "Ha habido chicos que son grandes jugadores, pero nadie es mejor que Nick. ¿Tan bueno? Sí. Pero esto es tan grande como es. Es uno de los mejores atletas de todos los tiempos y ... si vas a hablar de alguien que es perfecto, Nick está muy cerca de ser perfecto". El defensa de Washington Capitals, John Carlson, describió a Lidström como "uno de los grandes del juego de todos los tiempos dentro y fuera del hielo". Ken Holland declaró su creencia de que Lidström era "el jugador más valioso de su era".
El fin de semana siguiente, el 3 de junio de 2012, Lidström y su esposa sacaron un anuncio de página completa dando gracias a la ciudad de Detroit por hacer que su familia se sintiera como en casa durante los últimos 21 años. El 8 de julio de 2012, Lidström fue nombrado scout por los Red Wings.
El 28 de febrero de 2014, Lidström fue incorporado al Salón de la Fama de los Deportes de Míchigan.
Durante la temporada 2013-14, Lidström tenía su camiseta número 5 retirada por los Red Wings. Inicialmente, las ceremonias fueron planeadas para la temporada anterior, el 5 de febrero de 2013 — sin embargo, el bloqueo había hecho que sea difícil determinar cuándo Lidström sería capaz de asistir a la ceremonia. Los Red Wings oficialmente retiraron su número el 6 de marzo de 2014, en una ceremonia antes del juego en el Joe Louis Arena.

## Juego internacional
Antes de su carrera en la NHL, Lidström compitió en un Campeonato Europeo Júnior en 1988, un Campeonato Mundial Júnior en 1990 y una Copa Canadá en 1991 para Suecia.
Antes de su temporada de novato con los Red Wings, ganó su primera medalla de oro con Suecia en el Campeonato Mundial de 1991. Tres años después, compitió en el Campeonato Mundial de 1994 en Italia y ganó medalla de bronce. Dos años más tarde, participó en la primera Copa Mundial de Hockey 1996 (sucesora de la Copa Canadá) y contribuyó con tres puntos en cuatro partidos. Hizo su debut olímpico con Suecia en los Juegos Olímpicos de Invierno de 1998 en Nagano, Japón.
Cuatro años más tarde fue su próxima aparición internacional, jugando en su segunda Olimpiada en los Juegos Olímpicos de Invierno de 2002 en Salt Lake City, donde Suecia fue derrotada por Bielorrusia en los cuartos de final después de ser grandes favoritos en el round-robin. Lidström hizo su tercera aparición en el Campeonato Mundial en 2004, pero solo apareció en dos partidos. Ese verano, también compitió en la Copa Mundial de Hockey 2004, donde anotó un gol.
En los Juegos Olímpicos de Invierno de 2006 en Turín, Italia, Lidström ayudó a Suecia a vengarse de su derrota de cuartos de final ante Bielorrusia en Salt Lake City, anotando el gol de la victoria en el juego por la medalla de oro contra Finlandia. Al hacerlo, Lidström se convirtió en miembro del Triple Gold Club, agregando una medalla de oro olímpica para ir con sus anteriores Copas Stanley con Detroit y su medalla de oro del Campeonato del Mundo en 1991. Lidström también fue seleccionado para el Equipo Olímpico de Estrellas 2010.
Lidström también jugó para Suecia en los Juegos Olímpicos de Invierno de 2010 en Vancouver, sirviendo como capitán del equipo en lo que sería su última aparición olímpica. Lidström anunció su retiro de la competición olímpica después de la derrota de Suecia ante Eslovaquia.

## Vida personal
Lidström está casada con Annika, con quien tiene cuatro hijos. Su mayor, Kevin (nacido en 1994), es actualmente un defensor del equipo sueco de primera división IFK Arboga, mientras que Adam (nacido en 1996) juega en la liga Allsvenskan con el VIK Västerås, el exequipo de Lidström. Lidström también tiene dos hijos más jóvenes: Samuel (nacido en 2000) y Lucas (nacido en 2003).
Nicklas fue presentado en un episodio de NHL 36.

## Estadística de su carrera

### Temporada regular y postemporada
| Estación regular | Estación regular  | Estación regular | Estación regular                                         | Estación regular                                         | Estación regular                                         | Postemporada                                             | Postemporada                                             | Postemporada                                             | Postemporada                                             | Postemporada                                             | Postemporada                                             |                                                          |                                                          |     |
| Estación         | Equipo            | Liga             | PJ                                                       | Goles                                                    | Asist                                                    | Pts                                                      | +/-                                                      | PIM                                                      | PJ                                                       | Goles                                                    | Asist                                                    | Pts                                                      | +/-                                                      | PIM |
| 1988–89          | VIK Västerås HK   | SEL              | 20                                                       | 0                                                        | 2                                                        | 2                                                        | —                                                        | 4                                                        | —                                                        | —                                                        | —                                                        | —                                                        | —                                                        | —   |
| 1989–90          | Västerås IK       | SEL              | 39                                                       | 8                                                        | 8                                                        | 16                                                       | —                                                        | 14                                                       | 2                                                        | 0                                                        | 1                                                        | 1                                                        | —                                                        | 2   |
| 1990–91          | Västerås IK       | SEL              | 38                                                       | 4                                                        | 19                                                       | 23                                                       | —                                                        | 2                                                        | 4                                                        | 0                                                        | 0                                                        | 0                                                        | —                                                        | 4   |
| 1991–92          | Detroit Red Wings | NHL              | 80                                                       | 11                                                       | 49                                                       | 60                                                       | 36                                                       | 22                                                       | 11                                                       | 1                                                        | 2                                                        | 3                                                        | −5                                                       | 0   |
| 1992–93          | Detroit Red Wings | NHL              | 84                                                       | 7                                                        | 34                                                       | 41                                                       | 7                                                        | 28                                                       | 7                                                        | 1                                                        | 0                                                        | 1                                                        | −2                                                       | 0   |
| 1993–94          | Detroit Red Wings | NHL              | 84                                                       | 10                                                       | 46                                                       | 56                                                       | 43                                                       | 26                                                       | 7                                                        | 3                                                        | 2                                                        | 5                                                        | 4                                                        | 0   |
| 1994–95          | Västerås IK       | SEL              | 13                                                       | 2                                                        | 10                                                       | 12                                                       | —                                                        | 4                                                        | —                                                        | —                                                        | —                                                        | —                                                        | —                                                        | —   |
| 1994–95          | Detroit Red Wings | NHL              | 43                                                       | 10                                                       | 16                                                       | 26                                                       | 15                                                       | 6                                                        | 18                                                       | 4                                                        | 12                                                       | 16                                                       | 4                                                        | 8   |
| 1995–96          | Detroit Red Wings | NHL              | 81                                                       | 17                                                       | 50                                                       | 67                                                       | 29                                                       | 20                                                       | 19                                                       | 5                                                        | 9                                                        | 14                                                       | 2                                                        | 10  |
| 1996–97          | Detroit Red Wings | NHL              | 79                                                       | 15                                                       | 42                                                       | 57                                                       | 11                                                       | 30                                                       | 20                                                       | 2                                                        | 6                                                        | 8                                                        | 12                                                       | 2   |
| 1997–98          | Detroit Red Wings | NHL              | 80                                                       | 17                                                       | 42                                                       | 59                                                       | 22                                                       | 18                                                       | 22                                                       | 6                                                        | 13                                                       | 19                                                       | 12                                                       | 8   |
| 1998–99          | Detroit Red Wings | NHL              | 81                                                       | 14                                                       | 43                                                       | 57                                                       | 14                                                       | 14                                                       | 10                                                       | 2                                                        | 9                                                        | 11                                                       | 0                                                        | 4   |
| 1999–00          | Detroit Red Wings | NHL              | 81                                                       | 20                                                       | 53                                                       | 73                                                       | 19                                                       | 18                                                       | 9                                                        | 2                                                        | 4                                                        | 6                                                        | −6                                                       | 4   |
| 2000–01          | Detroit Red Wings | NHL              | 82                                                       | 15                                                       | 56                                                       | 71                                                       | 9                                                        | 18                                                       | 6                                                        | 1                                                        | 7                                                        | 8                                                        | 1                                                        | 0   |
| 2001–02          | Detroit Red Wings | NHL              | 78                                                       | 9                                                        | 50                                                       | 59                                                       | 13                                                       | 20                                                       | 23                                                       | 5                                                        | 11                                                       | 16                                                       | 6                                                        | 2   |
| 2002–03          | Detroit Red Wings | NHL              | 82                                                       | 18                                                       | 44                                                       | 62                                                       | 40                                                       | 38                                                       | 4                                                        | 0                                                        | 2                                                        | 2                                                        | −1                                                       | 0   |
| 2003–04          | Detroit Red Wings | NHL              | 81                                                       | 10                                                       | 28                                                       | 38                                                       | 19                                                       | 18                                                       | 12                                                       | 2                                                        | 5                                                        | 7                                                        | 4                                                        | 4   |
| 2004–05          | No jugó           | —                | Temporada no jugada debido a la huelga de la NHL 2004–05 | Temporada no jugada debido a la huelga de la NHL 2004–05 | Temporada no jugada debido a la huelga de la NHL 2004–05 | Temporada no jugada debido a la huelga de la NHL 2004–05 | Temporada no jugada debido a la huelga de la NHL 2004–05 | Temporada no jugada debido a la huelga de la NHL 2004–05 | Temporada no jugada debido a la huelga de la NHL 2004–05 | Temporada no jugada debido a la huelga de la NHL 2004–05 | Temporada no jugada debido a la huelga de la NHL 2004–05 | Temporada no jugada debido a la huelga de la NHL 2004–05 | Temporada no jugada debido a la huelga de la NHL 2004–05 |     |
| 2005–06          | Detroit Red Wings | NHL              | 80                                                       | 16                                                       | 64                                                       | 80                                                       | 21                                                       | 50                                                       | 6                                                        | 1                                                        | 1                                                        | 2                                                        | −4                                                       | 2   |
| 2006–07          | Detroit Red Wings | NHL              | 80                                                       | 13                                                       | 49                                                       | 62                                                       | 40                                                       | 46                                                       | 18                                                       | 4                                                        | 14                                                       | 18                                                       | 0                                                        | 6   |
| 2007–08          | Detroit Red Wings | NHL              | 76                                                       | 10                                                       | 60                                                       | 70                                                       | 40                                                       | 40                                                       | 22                                                       | 3                                                        | 10                                                       | 13                                                       | 8                                                        | 14  |
| 2008–09          | Detroit Red Wings | NHL              | 78                                                       | 16                                                       | 43                                                       | 59                                                       | 31                                                       | 30                                                       | 21                                                       | 4                                                        | 12                                                       | 16                                                       | 11                                                       | 6   |
| 2009–10          | Detroit Red Wings | NHL              | 82                                                       | 9                                                        | 40                                                       | 49                                                       | 23                                                       | 24                                                       | 12                                                       | 4                                                        | 6                                                        | 10                                                       | 7                                                        | 4   |
| 2010–11          | Detroit Red Wings | NHL              | 82                                                       | 16                                                       | 46                                                       | 62                                                       | −2                                                       | 20                                                       | 11                                                       | 4                                                        | 4                                                        | 8                                                        | 8                                                        | 4   |
| 2011–12          | Detroit Red Wings | NHL              | 70                                                       | 11                                                       | 23                                                       | 34                                                       | 21                                                       | 28                                                       | 5                                                        | 0                                                        | 0                                                        | 0                                                        | 0                                                        | 0   |
| Totales SEL      | Totales SEL       | Totales SEL      | 110                                                      | 14                                                       | 39                                                       | 53                                                       | —                                                        | 32                                                       | 6                                                        | 0                                                        | 1                                                        | 1                                                        | —                                                        | 6   |
| Totales NHL      | Totales NHL       | Totales NHL      | 1,564                                                    | 264                                                      | 878                                                      | 1,142                                                    | +450                                                     | 514                                                      | 263                                                      | 54                                                       | 129                                                      | 183                                                      | 61                                                       | 76  |

### Internacional
| Año             | Equipo          | Evento          | Resultado       | PJ | G  | A  | Pts | PIM |
| --------------- | --------------- | --------------- | --------------- | -- | -- | -- | --- | --- |
| 1988            | Suecia          | EJC             | 4.º             | 6  | 1  | 0  | 1   | 0   |
| 1990            | Suecia          | WJC             | 5.º             | 7  | 3  | 3  | 6   | 2   |
| 1991            | Suecia          | WC              | Oro             | 10 | 3  | 3  | 6   | 4   |
| 1991            | Suecia          | CC              | 4.º             | 6  | 1  | 1  | 2   | 4   |
| 1994            | Suecia          | WC              | Bronce          | 4  | 1  | 0  | 1   | 2   |
| 1996            | Suecia          | WCH             | SF              | 4  | 2  | 1  | 3   | 0   |
| 1998            | Suecia          | Oly             | 5.º             | 4  | 1  | 1  | 2   | 2   |
| 2002            | Suecia          | Oly             | 5.º             | 4  | 1  | 5  | 6   | 0   |
| 2004            | Suecia          | WCH             | 5.º             | 4  | 1  | 0  | 1   | 2   |
| 2004            | Suecia          | WC              | Plata           | 2  | 0  | 1  | 1   | 0   |
| 2006            | Suecia          | Oly             | Oro             | 8  | 2  | 4  | 6   | 2   |
| 2010            | Suecia          | Oly             | 5.º             | 4  | 0  | 0  | 0   | 0   |
| Totales júnior  | Totales júnior  | Totales júnior  | Totales júnior  | 13 | 4  | 3  | 7   | 2   |
| Totales séniors | Totales séniors | Totales séniors | Totales séniors | 50 | 12 | 16 | 28  | 18  |

## Premios
- Ganador de Medalla de oro de Campeonato mundial (Suecia, 1991).
- Equipo de Novatos NHL (1992)
- Cuatro veces ganador de la Copa Stanley (1997, 1998, 2002 y 2008).
- Doce veces All-Star NHL (1996, 1998, 1999, 2000, 2001, 2002, 2003, 2004, 2007, 2008, 2009*, 2011).
- Diez veces miembro del primer Equipo Todos Estrellas (1998, 1999, 2000, 2001, 2002, 2003, 2006, 2007, 2008, 2011).
- Dos veces miembro del segundo Equipo Todos Estrellas (2009, 2010).
- Siete veces ganador del Trofeo James Norris (2001-2003, 2006-2008, 2011).
- Ganador del Trofeo Conn Smythe (2002).
- Ganador de la medalla de oro olímpico (Suecia, 2006); Lidström se convirtió en miembro del Triple Gold Club con esta victoria.
- Equipo de Estrellas Olímpico (2006).
- Dos veces ganador del Premio Viking (2000 y 2006).
- Exaltado al Salón de la Fama del Deporte de Míchigan (2014)
- Los Detroit Red Wings retiraron el #5 el 6 de marzo de 2014
- Exaltado al Salón de la Fama de la IIHF (2014)
- Exaltado al Salón de la Fama del Hockey (2015)

*No asistió

## Récords
Todos los récords son hasta el final de la temporada regular 2011-12 a menos que se diga lo contrario.

### NHL
- Primer ganador del Trofeo James Norris, nacido y entrenado en Europa (2000-01).
- Primer ganador del Trofeo Conn Smythe, nacido y entrenado en Europa (2001-02).
- Cuarto defensor (y primer defensor nacido y entrenado en Europa) en la NHL en ganar el Trofeo James Norris tres años consecutivos (2001-2003, 2006-2008) y el tercer ganador siete veces del Trofeo James Norris.
- Primer capitán nacido y entrenado en Europa de un equipo ganador de la Copa Stanley (2008).
- Primer defensa nacido y entrenado en Europa en alcanzar los 1.000 puntos.
- Sexto defensa (y 28º jugador en general) en alcanzar 855 asistencias en una carrera.
- La mayor cantidad de partidos jugados de temporada regular por un jugador nacido en Europa, cualquier posición (1.564).
- La mayor cantidad de partidos jugados de temporada regular por un jugador con un único equipo en una carrera (1.564).
- La mayor cantidad de victorias jugadas en la temporada regular (900).
- La mayor cantidad de partidos de postemporada jugados con una única franquicia en una carrera (263).
- La mayor cantidad de asistencias para un defensa en postemporada con una única franquicia en una carrera (129).
- La mayor cantidad de puntos para un defensa en postemporada con una única franquicia en una carrera (183).
- El más alto más/menos en postemporada en una carrera (+61).
- La mayor cantidad de goles de powerplay en postemporada para un defensa en una carrera (30).
- La mayor cantidad de tiros a la meta en postemporada con una única franquicia en una carrera (656).
- El jugador más viejo en conseguir su primer hat-trick (40 años, 210 días).
- El más viejo defensa en conseguir un triplete (40 años, 210 días)
- El más viejo en ganar un Trofeo James Norris (41 años, 57 días) (2010-2011).

### Detroit Red Wings
- Puntos por un defensor, temporada (2005-06, 80).
- Asistencias por un defensor, temporada (2005-06, 64).
- Goles en postemporada por un defensor, carrera (54).
- Goles de powerplay en postemporada, carrera (30).
- Goles de powerplay por un defensa, carrera (132).
- Puntos en postemporada por un defensor, carrera (183).
- Asistencias en postemporada, carrera (129).
- Partidos jugados en postemporada, carrera (263).
- Partidos jugados por un defensor, carrera (1.564).
- Goles, asistencias y puntos por un defensor, carrera (264, 878 y 1142).
- Goles en una sola postemporada por un defensor (1998, 6).
- Mejor más/menos en postemporada, carrera (+61).
- Mejor más/menos en temporada regular, carrera (+450).